# Lijst van springstaarten in Nederland

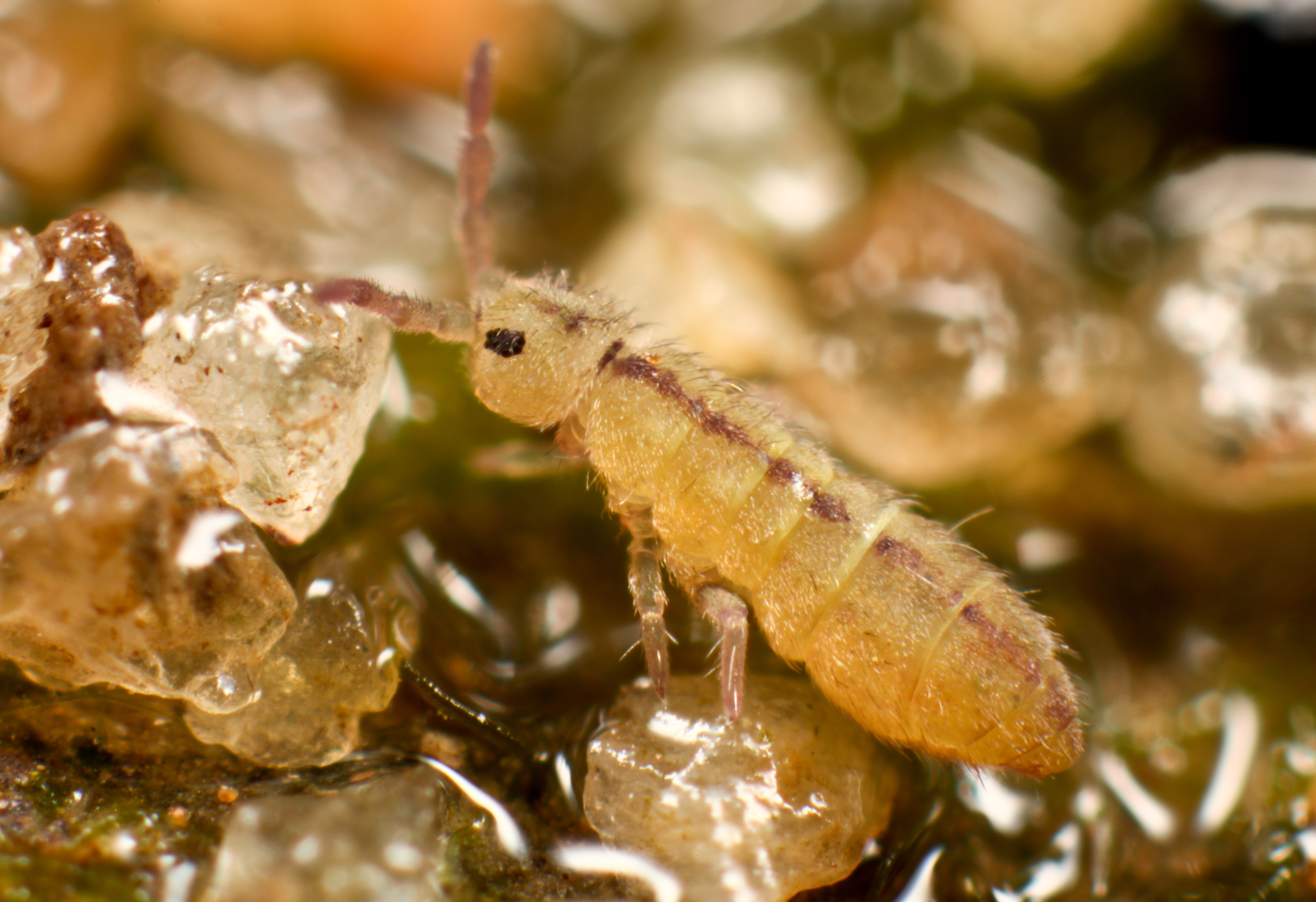
Isotomurus unifasciatus

In Nederland komen de volgende springstaarten voor:
1. Allacma fusca
2. Allacma gallica
3. Allonychiurus edinensis
4. Anurida denisi
5. Anurida ellipsoides
6. Anurida granaria
7. Anurida maritima
8. Anurida thalassophila
9. Anurida tullbergi
10. Anurida uniformis
11. Anuridella immsiana
12. Anuridella marina
13. Anuridella submarina
14. Anurophorus atlanticus
15. Anurophorus laricis
16. Anurophorus satchelli
17. Anurophorus septentrionalis
18. Appendisotoma abiskoensis
19. Archaphorura serratotuberculata
20. Archisotoma besselsi
21. Archisotoma interstitialis
22. Archisotoma megalops
23. Archisotoma pulchella
24. Archisotoma quadrioculata
25. Archisotoma theae
26. Archisotoma vareli
27. Arrhopalites caecus
28. Arrhopalites cochlearifer
29. Arrhopalites principalis
30. Arrhopalites pygmaeus
31. Arrhopalites sericus
32. Bilobella braunerae
33. Bionychiurus normalis
34. Bourletiella arvalis
35. Bourletiella hortensis
36. Bourletiella pistillum
37. Bourletiella radula
38. Bourletiella viridescens
39. Brachystomella parvula
40. Caprainea marginata
41. Cassagnaudiella pruinosa
42. Ceratophysella armata
43. Ceratophysella bengtssoni
44. Ceratophysella denticulata
45. Ceratophysella engadinensis
46. Ceratophysella gibbosa
47. Ceratophysella granulata
48. Ceratophysella scotica
49. Ceratophysella sigillata
50. Ceratophysella succinea
51. Choreutinula inermis
52. Coecobrya tenebricosa
53. Cyphoderus albinus
54. Detriturus jubilarius
55. Deuteraphorura inermis
56. Deuterosminthurus bicinctus
57. Deuterosminthurus pallipes
58. Deuterosminthurus sulphureus
59. Dicyrtoma dorsosignata
60. Dicyrtoma fusca
61. Dicyrtomina minuta
62. Dicyrtomina ornata
63. Dicyrtomina saundersi
64. Doutnacia mols
65. Doutnacia xerophila
66. Entomobrya albocincta
67. Entomobrya arborea
68. Entomobrya corticalis
69. Entomobrya disjuncta
70. Entomobrya intermedia
71. Entomobrya lanuginosa
72. Entomobrya marginata
73. Entomobrya multifasciata
74. Entomobrya muscorum
75. Entomobrya nicoleti
76. Entomobrya nigrocincta
77. Entomobrya nivalis
78. Entomobrya quinquelineata
79. Entomobrya superba
80. Entomobrya unostrigata
81. Fasciosminthurus quinquefasciatus (Zebraspringstaart)
82. Friesea acuminata
83. Friesea baltica
84. Friesea claviseta
85. Friesea danica
86. Friesea mirabilis
87. Friesea sublimis
88. Friesea truncata
89. Gisinianus flammeolus
90. Heterosminthurus bilineatus
91. Heterosminthurus claviger
92. Heterosminthurus insignis
93. Heterosminthurus novemlineatus
94. Hypogastrura assimilis
95. Hypogastrura burkilli
96. Hypogastrura distincta
97. Hypogastrura gisini
98. Hypogastrura litoralis
99. Hypogastrura manubrialis
100. Hypogastrura purpurescens
101. Hypogastrura sahlbergi
102. Hypogastrura socialis
103. Hypogastrura subboldorii
104. Hypogastrura tullbergi
105. Hypogastrura vernalis
106. Hypogastrura viatica
107. Isotoma caerulea
108. Isotomurus palustris
109. Isotomurus unifasciatus
110. Kalaphorura burmeisteri
111. Karlstejnia norvegica
112. Lathriopyga longiseta
113. Lipothrix lubbocki
114. Megalothorax incertus
115. Megalothorax minimus
116. Mesachorutes quadriocellatus
117. Mesogastrura libyca
118. Mesaphorura critica
119. Mesaphorura hygrophila
120. Mesaphorura hylophila
121. Mesaphorura italica
122. Mesaphorura jirii
123. Mesaphorura krausbaueri
124. Mesaphorura macrochaeta
125. Mesaphorura pongei
126. Mesaphorura sylvatica
127. Mesaphorura tenuisensillata
128. Mesaphorura yosii
129. Metaphorura affinis
130. Micranurida anophthalmica
131. Micranurida balta
132. Micranurida forsslundi
133. Micranurida granulata
134. Micranurida pygmaea
135. Micranurida sensillata
136. Micraphorura absoloni
137. Monobella grassei
138. Neanura muscorum
139. Neelides minutus
140. Neelus murinus
141. Neonaphorura adulta
142. Neonaphorura novemspina
143. Neotullbergia ramicuspis
144. Neotullbergia staudacheri
145. Oncopodura crassicornis
146. Orchesella cincta
147. Orthonychiurus folsomi
148. Onychiuroides granulosus
149. Onychiuroides pseudogranulosus
150. Pachyotoma crassicauda
151. Pogonognathellus flavescens
152. Pogonognathellus longicornis
153. Paratullbergia callipygos
154. Paratullbergia macdougalli
155. Podura aquatica
156. Pogonognathellus flavescens
157. Pogonognathellus longicornis
158. Pratanurida cassagnaui
159. Protaphorura armata
160. Protaphorura aurantiaca
161. Protaphorura bicampata
162. Protaphorura boedvarssoni
163. Protaphorura campata
164. Protaphorura cancellata
165. Protaphorura eichhorni
166. Protaphorura fimata
167. Protaphorura glebata
168. Protaphorura islandica
169. Protaphorura macfadyeni
170. Protaphorura pannonica
171. Protaphorura procampata
172. Protaphorura pseudovanderdrifti
173. Protaphorura quadriocellata
174. Protaphorura subuliginata
175. Protaphorura tricampata
176. Protaphorura vanderdrifti
177. Proisotoma subminuta
178. Pseudachorutella asigillata
179. Pseudachorutes boerneri
180. Pseudachorutes corticicolus
181. Pseudachorutes dubius
182. Pseudachorutes parvulus
183. Pseudachorutes subcrassus
184. Pseudanurophorus boerneri
185. Pseudostachia populosa
186. Pseudisotoma monochaeta
187. Pseudisotoma sensibilis
188. Ptenothrix atra
189. Ptenothrix ciliata
190. Ptenothrix setosa
191. Pygmarrhopalites postumicus
192. Scaphaphorura arenaria
193. Schaefferia emucronata
194. Schaefferia willemi
195. Schoettella ununguiculata
196. Sminthurides aquaticus
197. Sminthurides bifidus
198. Sminthurides malmgreni
199. Sminthurides parvulus
200. Sminthurides penicillifer
201. Sminthurides pseudassimilis
202. Sminthurides schoetti
203. Sminthurides signatus
204. Sminthurinus albifrons
205. Sminthurinus alpinus
206. Sminthurinus aureus
207. Sminthurinus bimaculatus
208. Sminthurinus concolor
209. Sminthurinus domesticus
210. Sminthurinus elegans
211. Sminthurinus igniceps
212. Sminthurinus lawrencei
213. Sminthurinus niger
214. Sminthurinus trinotatus
215. Sminthurus leucomelanus
216. Sminthurus multipunctatus
217. Sminthurus nigromaculatus
218. Sminthurus viridis
219. Spatulosminthurus flaviceps
220. Sphaeridia pumilis
221. Sphyrotheca multifasciata
222. Stenognathellus denisi
223. Stenacidia violacea
224. Stenaphorura denisi
225. Stenaphorura lubbocki
226. Stenaphorura quadrispina
227. Subisotoma tenuis
228. Superodontella lamellifera
229. Supraphorura furcifera'
230. Tantulonychiurus volinensis
231. Tetracanthella brachyura
232. Tetracanthella pilosa
233. Tetracanthella strenzkei
234. Tetracanthella wahlgreni
235. Thalassaphorura debilis
236. Thalassaphorura encarpata
237. Thalassaphorura halophila
238. Tomocerus minor
239. Tomocerus vulgaris
240. Vertagopus arboreus
241. Vertagopus cinereus
242. Vertagopus haagvari
243. Vertagopus westerlundi
244. Wankeliella mediochaeta
245. Wankeliella peterseni
246. Willemia anophthalma
247. Willemia denisi
248. Willemia intermedia
249. Willemia multilobata
250. Willemia scandinavica
251. Xenylla boerneri
252. Xenylla brevisimilis
253. Xenylla corticalis
254. Xenylla grisea
255. Xenylla humicola
256. Xenylla maritima
257. Xenylla tullbergi
258. Xenylla welchi
259. Xenylla xavieri
260. Xenyllodes armatus
261. Xenyllogastrura octoculata